# Bizaardvark
Bizaardvark é uma série de comédia do Disney Channel, protagonizada por Olivia Rodrigo e Madison Hu. A serie estreou a 24 de junho de 2016 depois da estreia do Disney Channel Original Movies, Adventures in Babysitting nos EUA. No Brasil estreou em 1 de outubro. Em Portugal estreou a 18 de setembro de 2017, e teve a sua antestreia no serviço pago "Disney On Demand" na MEO, a 16 de agosto de 2017.

## Sinopse
As melhores amigas Paige e Frankie conquistam o mundo de vídeoblogues com o seu peculiar canal de comédia online Bizaardvark. Quando atingem os dez mil subscritores, são convidadas para gravar os seus vídeos nos influentes estúdios Vuuugle. Neste ambiente animado, com a ajuda de Bernie, Dirk e Amelia, duas outras estrelas da Vuuugle, as duas melhores amigas embarcam em aventuras cómicas nesta tentativa de dominar a blogosfera.

## Produção
A serie esta escrita por Kyle Stegina e Josh Lehrman, que está concebida para desenvolver a próxima geração de artistas e escritores para crianças. Ambos servem como co-produtores executivos .
Erick Friedman (Austin & Ally, Crash & Bernstein) e Marc Warren (Full House, Even Stevens, That's So Raven, Cory in the House) serão os produtores executivos.

## Elenco
| Ator/Atriz       | Personagem       | Temporadas       | Temporadas       | Temporadas       |
| Ator/Atriz       | Personagem       | 1.ª              | 2.ª              | 3.ª              |
| Elenco Principal | Elenco Principal | Elenco Principal | Elenco Principal | Elenco Principal |
| ---------------- | ---------------- | ---------------- | ---------------- | ---------------- |
| Olivia Rodrigo   | Paige Oliveira   | Protagonista     | Protagonista     | Protagonista     |
| Madison Hu       | Frankie Wong     | Protagonista     | Protagonista     | Protagonista     |
| Jake Paul        | Dirk Mann        | Protagonista     | Protagonista     | Ausente          |
| Devore Ledridge  | Amelia Duckworth | Protagonista     | Protagonista     | Protagonista     |
| Ethan Wacker     | Bernie Schotz    | Protagonista     | Protagonista     | Protagonista     |
| Maxwell Simkins  | Zane             | Ausente          | Ausente          | Protagonista     |
| Elie Samouhi     | Rodney           | Ausente          | Ausente          | Protagonista     |

## Episódios
| Temporada | Temporada | Episódios | Exibição original    | Exibição original     | Exibição em Portugal   | Exibição em Portugal  | Exibição no Brasil    | Exibição no Brasil     |
| Temporada | Temporada | Episódios | Estreia de temporada | Final de temporada    | Estreia de temporada   | Final de temporada    | Estreia de temporada  | Final de temporada     |
| --------- | --------- | --------- | -------------------- | --------------------- | ---------------------- | --------------------- | --------------------- | ---------------------- |
|           | 1         | 20        | 24 de junho de 2016  | 27 de janeiro de 2017 | 18 de setembro de 2017 | 29 de janeiro de 2018 | 1 de outubro de 2016  | 21 de maio de 2017     |
|           | 2         | 22        | 23 de junho de 2017  | 13 de abril de 2018   | 11 de maio de 2018     | 23 de janeiro de 2019 | 4 de novembro de 2017 | 28 de julho de 2018    |
|           | 3         | 21        | 24 de julho de 2018  | 13 de abril de 2019   | 24 de junho de 2019    | 5 de novembro de 2019 | 8 de dezembro de 2018 | 17 de novembro de 2019 |

## Produção
A série foi criada por Kyle Stegina e Josh Lehrman, que foram descobertos pelo programa inaugural "Disney Channel Storytellers", que é projetado para desenvolver a próxima geração de escritores e espetáculos criadores para crianças da Disney e de programação da família. Eles servem como co-produtores executivos da série. Eric Friedman serve como produtor executivo e sua showrunner. Marc Warren, que anteriormente supervisionava  o "Disney Channel Storytellers", foi o produtor executivo do piloto. A série começou a disparar no início de 2016.
Em 15 de dezembro de 2016, o Disney Channel renovou a série para uma segunda temporada
 Em 22 de julho de 2017, foi anunciado que Jake Paul deixaria Bizaardvark e o Disney Channel. Em 19 de abril de 2018, foi anunciado que uma terceira temporada não anunciada seria estreada no verão de 2018. Em 30 de maio de 2018, foi anunciado que Maxwell Simkins e Elie Samouhi se juntarão ao elenco da série, interpretando os blogueiros Zane e Rodney, respectivamente.

## Transmissão
A série estreou em ambos os Estados Unidos e Canadá após a estréia do filme Adventures in Babysitting (2016) em Disney Channel e Disney Channel Canadá, respectivamente, em 24 de junho de 2016. Enquanto no Brasil, ela foi ter a sua estreia no dia 01 de Outubro. Em Portugal estreiou a 18 de setembro de 2017. Primeira temporada foi concluída em 27 de janeiro de 2017. A segunda temporada estreou em 23 de junho de 2017 e foi concluída em 13 de abril de 2018. A terceira temporada estreou em 24 de julho de 2018 e foi concluída em 13 de abril de 2019.